# Borghi (Emilia-Romagna)
Borghi ist eine Gemeinde mit 2884 Einwohnern (Stand 31. Dezember 2023) in der italienischen Region Emilia-Romagna. Borghi ist ein Bergdorf, umgeben von Weinbergen. Hier haben auch viele Ausländer, vornehmlich Deutsche, Grundbesitz erworben und nutzen diesen teilweise als Altersresidenz bzw. Ferienhaus. Ebenso gibt es in unmittelbarer Nähe eine Schweizer Siedlung.
Borghi liegt in der Provinz Forlì-Cesena, etwa 20 km von Rimini entfernt. Die Nachbargemeinden sind Longiano, Poggio Torriana (RN), Roncofreddo, Santarcangelo di Romagna (RN) und Sogliano al Rubicone.
Borghi ist etwa 15 Kilometer von der Autobahn A14 entfernt. Ebenso stehen die Flughäfen Rimini (saisonal) oder Bologna zur Verfügung. 